# المو، آذربایجان
المو (به لاتین: Almu) یک منطقهٔ مسکونی در جمهوری آذربایجان است که در شهرستان لریک واقع شده‌است.
المو ۴۱۴ نفر جمعیت دارد.

## خصوصیات
المو ۴۱۴ نفر جمعیت دارد.